# Конрад Васєлєвський
Конрад Генрик Васєлєвський  (пол. Konrad Henryk Wasielewski, нар. 19 грудня 1984) - польський веслувальник, олімпійський чемпіон.

## Виступи на Олімпіадах
| Олімпіада  | Дисципліна     | Місце |
| ---------- | -------------- | ----- |
| Пекін 2008 | четвірка парна | 1     |